# Ford Motor Company of Rhodesia
Ford Motor Company of Rhodesia (Pvt.) Limited war ein Automobil-, Nutzfahrzeug- und Traktorenhersteller in Salisbury, der früheren Hauptstadt der britischen Überseekolonie Südrhodesien. 

## Geschichte
Das Unternehmen wurde 1961 als Tochtergesellschaft der Ford Motor Company of Canada gegründet. In die Errichtung des Werks wurden 1,5 Millionen Pfund investiert.
Zu den hergestellten Fahrzeugen gehörten die Modelle Anglia und Zephyr, Lastwagen des Typs Thames Trader und Traktoren des Typs Fordson Dexta.
Nach der unilateralen Unabhängigkeitserklärung 1965 verlor Ford den Zugang zu seinen Exportmärkten, so dass die Produktion stagnierte und Ford im Februar 1967 schließen musste, genauso wie BMC of Rhodesia wenig später. Im gleichen Jahr verkaufte Ford die restlichen Materialbestände an die rhodesische Regierung und zog sich aus dem Land zurück.
Aus dem Werk wurden später die Willowvale Motor Industries bzw. zeitweise die Willowvale Mazda Motor Industries.